# Mosoni-síkság
A Mosoni-síkság a Kisalföld egyik tájegysége. Mély fekvésű, feltöltött, termékeny, öntéscsernozjom terület, a Pannon-síkság peremterülete. Területe 425 km², a Kisalföld nagytáj 8%-án, és a Győri-medence középtáj 17%-án terül el. Szigetköztől délre található,  a Fertő-Hanság lapályáig terjed.

## Természetföldrajzi jellemzői

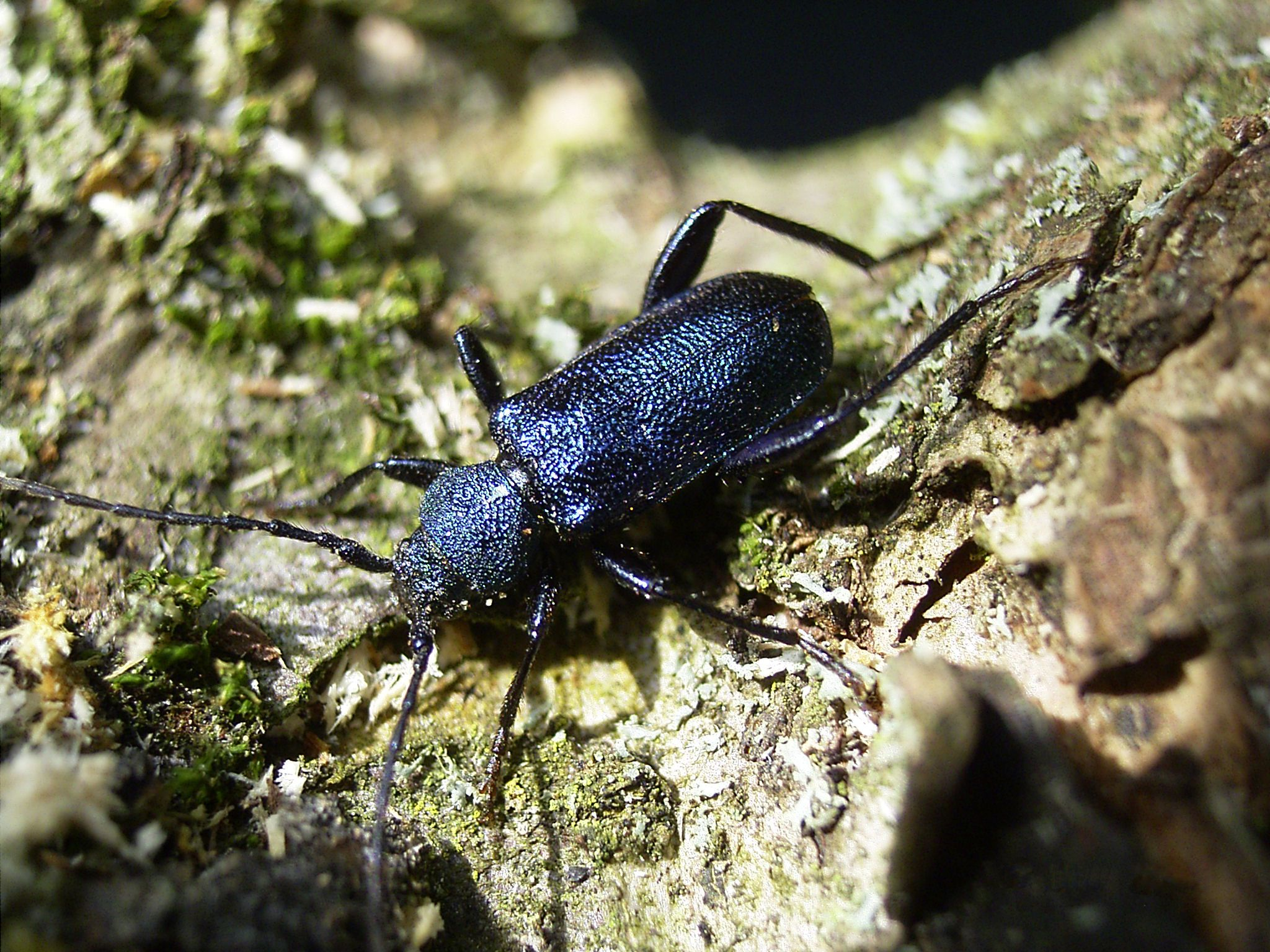
A kék korongcincér

A terület délkeleti részének magassága 110–115 mBf, ez az érték a magasabb északnyugati részeken is csak 125–130 mBf
értékig emelkedik. Egy-két méterrel magasabban fekszik, mint a Szigetköz. A felszínt széles laposok, réti-lápi agyaggal és tőzeggel borított mélyedések, továbbá kavics- és homokszigetek, az ún. gorondok tagolják. A területre a délkeleti irányú esés a jellemző. A reliefenergia kicsi, egyedül az északnyugati részeken nő 5 m/km² érték fölé, ezért völgyhálózat sem alakulhatott ki a területen.

### Talajai
A Mosoni-síkság központi, kiemeltebb részein pleisztocén hordalékkúpok találhatóak, jellemző még a mészlepedékes csernozjom talaj. A csernozjom talajok nagyon sérülékenyek, csak egy vékony fedőrétegben borítják a tájat, sok helyen már elvékonyodtak, el is tűntek.  A Mosoni-síkság területén igen jelentős a talajerózió, a 20–30%-ot is eléri az erodált területek aránya. Ennek természetes okai is vannak, de az emberi tevékenység, a tájrendezés is felgyorsította a folyamatot. A vonalas erózió Öttevény és Lébény környékén jelentős.

### Főbb természeti értékei
Főbb természeti értékei a Mosoni-Duna és a Lajta folyóknak és galériaerdőinek élővilága. Jellemző fajafok a nyárfa, vadgesztenye, kocsányos tölgy, fűz és szilfa, különösen a vénic-szil. Különleges orchideafélék is élnek a területen, mint például a vitéz kosbor, madárfészek és fehér madársisak. Jellemző még a tarka nőszirom.
Állatvilágában fontos a túzokállománya. Ezen kívül a bogarak közül a Hacker-virágdíszbogár, a Godet-díszbogár, a kék korongcincér, a földiszeder-karcsúdíszbogár, a nyárfa-díszbogár, a Formanek-fürgedíszbogár  és a tüzeshasú díszbogár.

## Társadalomföldrajzi jellemzői

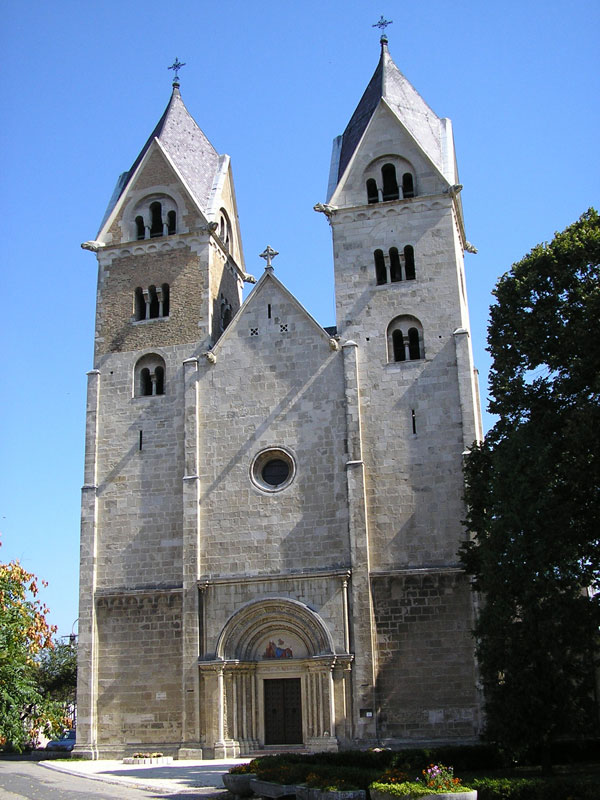
A lébényi templom

### Gazdasága
Mezőgazdaságára jellemző a búza, kukorica, káposzta, saláta, uborka, burgonya, repce, petrezselyem, sárgarépa, cukorrépa, lucerna, lóhere termesztés, valamint a sertés és szarvasmarhatenyésztés.
Ipari központja Mosonmagyaróvár, főképp a malomipar, tejipar és textilipar honosodott meg itt. Az energetikában kitüntetett helyet foglal el: itt, az ország egyik "szelesebb" helyén, a Dévényi-kapu folytatásában áll az első magyar szélerőműpark 12 tornya. A széltornyok 78 méter magasak, rotorjuk 90 méter átmérőjű. A 12 géptől évente 52 ezer megawattóra termelést várnak.

### Települési integráció
2005-ben Mosonszolnokon Mosoni-síkság névvel LEADER+ „akciócsoport” alakult Jánossomorja, Hegyeshalom, Bezenye, Levél, Mosonszolnok, Újrónafő és Várbalog részvételével. Az Európai Unió által kezdeményezett LEADER+ programon belüli társulás célja a térségre vonatkozó átfogó vidékfejlesztési terv elkészítése és megvalósítása.

### Kultúrtörténeti emlékhelyek
- Lébény román kori Szent Jakab plébániatemplom
- Jánossomorja római katolikus templomok: az Árpád-kori alapokra épült szentpéteri, valamint a XVI. századi, később barokk stílusban átépített somorjai plébániatemplom. Hármashalom-emlékmű, amit a Szent István korabeli Magyarország 52 megyéjének földjéből alakítottak ki.
- Albertkázmérpuszta neogótikus templom.
- Hegyeshalom eredetileg gótikus stílusban épült, később barokkizált katolikus templom.
- Rajka a magyar-osztrák-szlovák hármashatárnál szabadtéri szoborpark